# Vandopsis lissochiloides
Vandopsis lissochiloides (Gaudich.) Lindl., là một loài lan biểu sinh thuộc chi Vandopsis, trong họ (Orchidaceae)
Thân cây mạnh mẽ có thể cao đến 2 m. Hoa có đường kính đến 7 cm và tồn tại nhiều tháng.
Loài này thường mọc ở các vùng đất thấp ở Philippines, Thái Lan và Lào và đến tận New Guinea.

## Hình ảnh

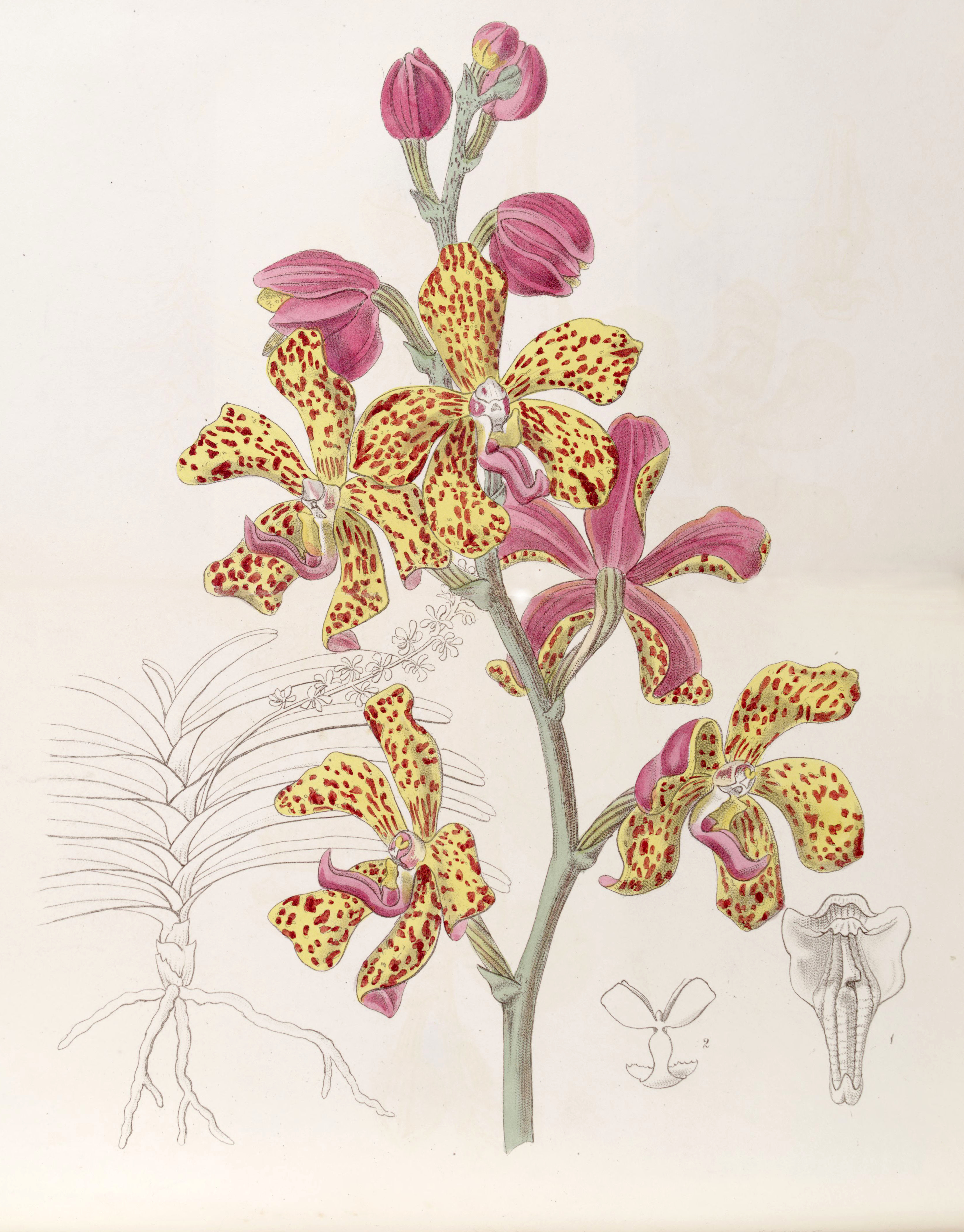
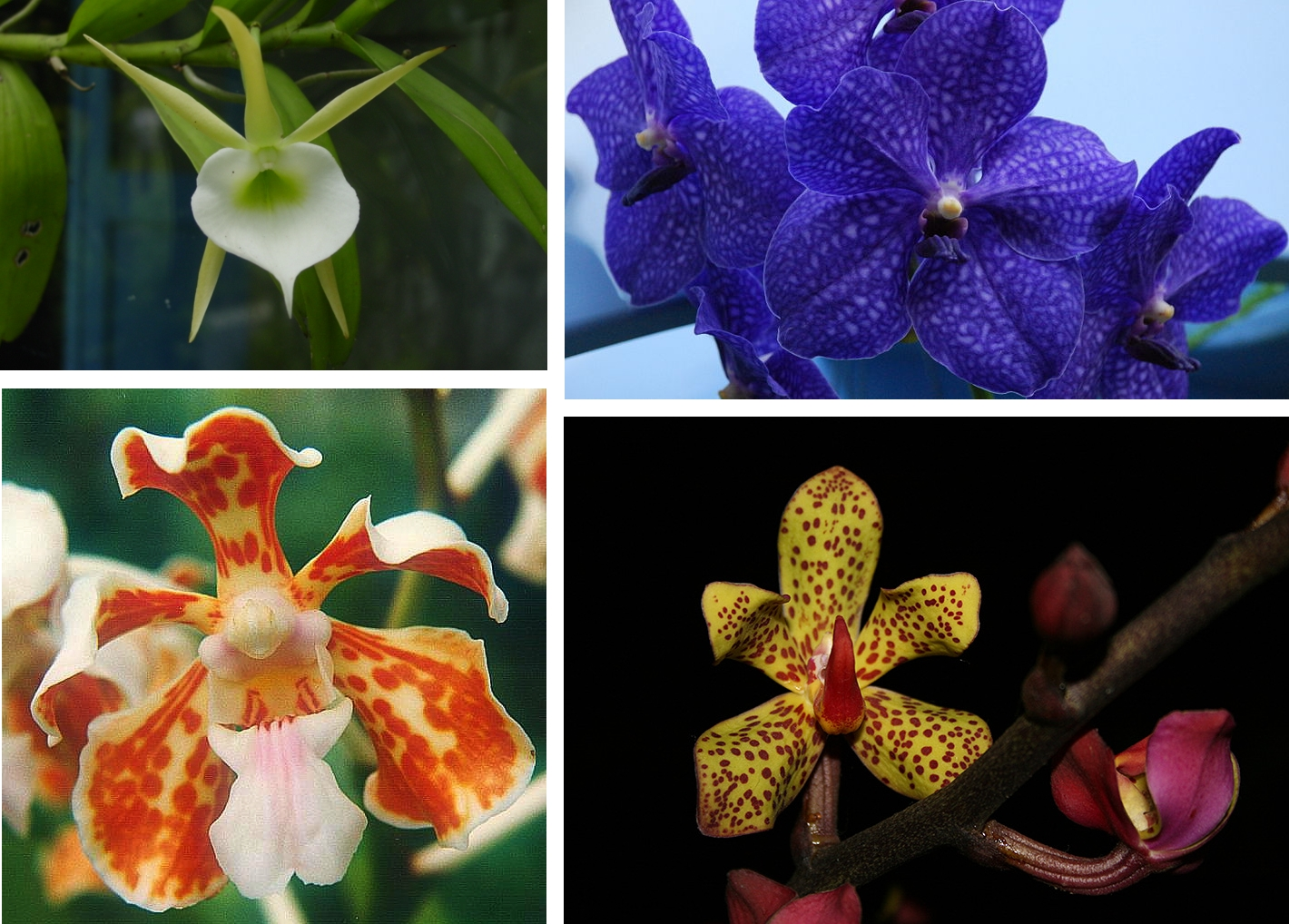